# Kamala (voornaam)
Kamala (Sanskriet: कमला) is een veel voorkomende Hindoe meisjesnaam. De naam verwijst meestal naar Nelumbo nucifera, de lotusbloem. Daarnaast is de naam een alternatieve naam van de Hindu-godin Lakshmi.
De naam komt in het Sanskriet ook voor als jongensnaam (Sanskriet: कमल) , in dat geval worden drie korte a-klinkers gebruikt, in dit geval verwijst de naam naar Brahma.
Varianten van de naam zijn onder andere Kamal, Camala, Kamalah, Kamalla, Kammi, Kammie en Kamla.
De naam komt ten slotte ook voor in het Hawaïaans (Kamâla) als uniseks-naam met de betekenis De tuin.

## Bekende naamdragers
- Kamala, een wolfskind uit India
- Kamala Harris, Amerikaanse vice-president (sinds 2021)
- Kumari Kamala, een Indiaas danseres en actrice
- Kamala Kaul, de vrouw van de Indiaas eerste minister Jawaharlal Nehru en moeder van Indira Gandhi.
- Kamala Lopez, een Amerikaanse actrice
- Kamala Persad-Bissessar, een voormalige eerste minister uit Trinidad en Tobago
- Kamala Singh, de vrouw van Mahatam Singh
- Kamala Surayya (ook bekend als Kamala Das), een Indiaas schrijfster

## Pseudoniemen
- Anandamoyi Ma, een goeroe uit de Bengalen
- James Harris (worstelaar), een Amerikaanse professionele worstelaar

## Fictieve naamdragers
- Kamala, een personage uit de roman Siddharta van Hermann Hesse
- Kamala Siwahiran, een personage uit de Thaise horrorfilm Khon len Khong